# Siegfried Bubenik
Siegfried Bubenik (ur. 22 czerwca 1935 w Dreźnie) – wschodnioniemiecki kierowca wyścigowy.

## Kariera
W 1962 roku wystartował Wartburgiem we Wschodnioniemieckiej Formule Junior, w wyścigu w Dreźnie. Później przez kilka lat nie ścigał się samochodami jednomiejscowymi w NRD. W 1969 roku zadebiutował we Wschodnioniemieckiej Formule 3, w klasie drugiej (Leistungsklasse II). Rok później został mistrzem tej serii. W tym samym roku zadebiutował w klasie pierwszej, w której uczestniczył do końca rozgrywek o mistrzostwo Wschodnioniemieckiej Formuły 3, tj. do 1971 roku.

## Wyniki we Wschodnioniemieckiej Formule 3
| Legenda oznaczeń w tabelach wyników Wyświetl szablon na nowej stronie | Legenda oznaczeń w tabelach wyników Wyświetl szablon na nowej stronie                                                                     |
| Oznaczenie                                                            | Wyjaśnienie |
| --------------------------------------------------------------------- | --- |
| Złoty                                                                 | Zwycięzca lub mistrzostwo |
| Srebrny                                                               | 2. miejsce lub wicemistrzostwo |
| Brązowy                                                               | 3. miejsce lub II wicemistrzostwo |
| Zielony                                                               | Ukończył, punktował (w klasyfikacji generalnej, gdy zdobył co najmniej jeden punkt na przestrzeni sezonu, poza trzema powyższymi opcjami) |
| Niebieski                                                             | Ukończył, nie punktował (w klasyfikacji generalnej, gdy nie zdobył co najmniej jednego punktu na przestrzeni sezonu)                      |
| Czerwony                                                              | Nie zakwalifikował się (NZ) |
| Czerwony                                                              | Nie prekwalifikował się (NPK) |
| Różowy                                                                | Nie ukończył (NU) |
| Różowy                                                                | Niesklasyfikowany (NS) (w klasyfikacji generalnej, gdy nie został sklasyfikowany w żadnym wyścigu sezonu)                                 |
| Czarny                                                                | Zdyskwalifikowany (DK) |
| Czarny                                                                | Wykluczony (WYK/EX) |
| Biały                                                                 | Nie wystartował (NW) |
| Biały                                                                 | Kontuzjowany (K/INJ) |
| Biały                                                                 | Wyścig odwołany (OD/C) |
| Bez koloru                                                            | Został wycofany (WYC/WD) |
| Bez koloru                                                            | Nie przybył (NP/DNA) |
| Bez koloru                                                            | Nie brał udziału w treningach (NT/DNP) |
| Bez koloru                                                            | Nie został zgłoszony (–) |
| Pogrubienie                                                           | Start z pole position |
| Kursywa                                                               | Najszybsze okrążenie wyścigu |
| †                                                                     | Nie ukończył, ale jego rezultat został zaliczony ze względu na przejechanie więcej niż 90% dystansu wyścigu.                              |
| *                                                                     | Sezon w trakcie |
| 1/2/3                                                                 | Punktowana pozycja w sprincie kwalifikacyjnym                                                                                             |
| Lista systemów punktacji Formuły 1                                    | |

W latach 1960–1963 mistrzostwa rozgrywano według przepisów Formuły Junior.
| Rok  | Zespół                | Samochód          | Silnik   | Wyniki w poszczególnych eliminacjach | Wyniki w poszczególnych eliminacjach | Wyniki w poszczególnych eliminacjach | Wyniki w poszczególnych eliminacjach | Wyniki w poszczególnych eliminacjach | Wyniki w poszczególnych eliminacjach | Pkt. | Msc. |
| ---- | --------------------- | ----------------- | -------- | ------------------------------------ | ------------------------------------ | ------------------------------------ | ------------------------------------ | ------------------------------------ | ------------------------------------ | ---- | ---- |
| 1962 |                       |                   |          |                                      |                                      |                                      |                                      |                                      |                                      | 0    | NS   |
| 1962 | MC Meißen             | Wartburg Eigenbau | Wartburg | -                                    | -                                    | -                                    | -                                    | -                                    | ?                                    | 0    | NS   |
| 1970 |                       |                   |          |                                      |                                      |                                      |                                      |                                      |                                      | 0    | NS   |
| 1970 | MC Betonwerke Dresden | Melkus 64         | Wartburg | -                                    | 5                                    | -                                    | 8                                    | 7                                    |                                      | 0    | NS   |
| 1971 |                       |                   |          |                                      |                                      |                                      |                                      |                                      |                                      | 4    | 8    |
| 1971 | MC Betonwerke Dresden | Melkus 64         | Wartburg | NU                                   | 3                                    | NU                                   | ?                                    | NU                                   |                                      | 4    | 8    |